# Joe Pask
Josué Miró Pascual (Alcoi, 1992) és un cantautor valencià, més conegut pel nom Joe Pask.
Autodefinit com a bandautor, El 2016 edita dos EP, Hang It i A la deriva. El 2018 autoedita el primer disc, Salt, produït per Blai Antoni Vanyó i que compta amb la col·laboració de Miquel Àngel Landete. No de bades, el folk d'arrel nord-americana ha sigut comparat amb el de Senior. El 2021 trau el segon disc, Jo i el món.